# National-radicalisme

La phalange, symbole du National-radicalisme

Le national-radicalisme (Narodowy radykalizm, abrégé en NR ou NaRA) est une branche radicale du nationalisme polonais qui a émergé dans les années 1930. Il est généralement classé comme de droite,,[réf. à confirmer] ou d'extrême droite nationaliste, et est parfois associé au fascisme ou au fascisme clérical, mais ne partage pas l'acceptation du capitalisme par la droite. Les groupes associés au mouvement national-radical utilisent la phalange, un symbole représentant une main qui tient une épée.

## Histoire
Les groupes nationaux-radicaux polonais sont issus du mouvement de la nationale-démocratie. En tant que courant politique séparé de celle-ci, il est né de la scission provoquée par un conflit intergénérationnel au sein du Parti national. Tadeusz Bielecki, l'un des dirigeants de ce dernier, a décrit[Quand ?] la séparation générationnelle des « jeunes » nationalistes vis-à-vis des « anciens » : « Lorsque nous sommes revenus de la guerre de 1918-1920 à l'université, nous avions […] soif de spiritualité. Le libéralisme, le pacifisme, l'humanisme […] et les autres produits du siècle dernier ne nous ont pas suffis ». Dans un article du journal Gazeta Warszawska du printemps 1921, Tadeusz Gluziński, membre du l'Union populaire nationale (futur Parti national) et futur membre du Camp national-radical (ONR), critiquait la démocratie libérale. Il y rejetait à la fois le libéralisme et le marxisme, affirmant que les créateurs de ces deux systèmes politiques étaient juifs et qu'ils « sortaient de l'esprit juif ». Ces idées ont été reprises par des cercles de jeunes nationaux-démocrates, en particulier par le groupe réuni autour du magazine Akademik. La formulation, en 1932, des « Principes directeurs du programme » du département des affaires académiques du Camp de la Grande Pologne (OWP) exprime la séparation des idées politiques prônées par les « jeunes » vis-à-vis de celles des « anciens ». La scission au sein du Camp national-radical vient de la frustration causée par le manque de réaction des dirigeants du mouvement face à la dissolution de l'OWP. L'écrivain Włodzimierz Sznarbachowski, membre de la scission ONR-Falanga du Camp national-radical, note[Quand ?] : « Le camp radical-national a été créé comme une rébellion contre les « anciens ». Les jeunes […] souhaitaient un leader fort et charismatique […]. Certes, Dmowski n'avait pas un tel charisme […] ». Le 14 avril 1934, le Camp national-radical est créé. Il regroupe des activistes tels que Jan Mosdorf, Henryk Rossman, Bolesław Piasecki et Tadeusz Gluziński. Celui-ci estime nécessaire de radicaliser le programme de la nationale-démocratie. La création du Camp n'a cependant pas connu l'approbation de Roman Dmowski, fondateur du Parti national-démocrate, qui pensait que la scission affaiblissait le mouvement national et que ses militants manquaient d'expérience politique et formulaient des revendications irréalistes[réf. nécessaire].
Les nationaux-radicaux ont mis en application des règles de fonctionnement et des organisations analogues à celles de la Phalange espagnole et de Mussolini en Italie. Ils ont mené des campagnes sociales et éducatives promouvant les idées nationales, publié des journaux et des publications et organisé des milices pour lutter contre les opposants politiques — principalement la gauche et les représentants de la minorité juive. Ils ont également organisé des attaques sur les banques et les magasins juifs. En Poméranie, les milices de l'ONR ont affronté des militants allemands de la cinquième colonne. Les partisans de l'ONR dans les universités se sont battus pour l'introduction du numerus clausus et des bancs ghettos pour étudiants juifs. Ces actions visaient à accroître les possibilités d’éducation des jeunes ruraux d’origine polonaise. En novembre 1936, ils organisèrent un blocus de l'Université de Varsovie. L'ONR a été interdite le 10 juin 1934 et plusieurs de ses militants furent arrêtés et emprisonnés dans le camp de Bereza Kartuska[réf. nécessaire]. Au printemps 1935, le mouvement national-radical clandestin se divise entre deux groupes : le camp radical national ABC (ou ONR- ABC) autour d'Henryk Rossman et le Mouvement national-radical Falanga (ou ONR-Falanga) autour de Bolesław Piasecki. Après le déclenchement de la Seconde Guerre mondiale, des nationaux-radicaux ont formé un certain nombre d'organisations luttant contre le nazisme (bien que les nationaux-radicaux étaient antisémites et fascisants) : des militants de l'organisation militaire de l'ONR-ABC Związek Jaszczurczy (également connu sous le nom « Szanieca ») ont intégré les Forces armées nationales tandis que d'autres de l'ONR-Falanga ont rejoint la Confédération de la nation. Un groupe isolé dirigé par Andrzej Świetlicki, l'Organisation national-radicale, a tenté de collaborer avec les nazis, mais la coopération a été interrompue lorsque ceux-ci en ont arrêté les dirigeants. Au cours de la guerre, de nombreux activistes de l'ONR, tels que Jan Mosdorf et Paweł Musioł, ont été assassinés par les nazis. Après la guerre, des militants du national-radicalisme étaient actifs au sein de l'association Pax, qui essayait de combiner catholicisme et nationalisme contre les autorités communistes. Après 1989, des organisations telles que la Renaissance nationale de la Pologne et un second Camp national-radical font référence à l'idée du national-radicalisme.

## Idéologie
Le nationalisme issu de l'école de Roman Dmowski était à la base de l'idéologie nationale-radicale. Selon le national-radicalisme, la nation est la forme de socialisation la plus élevée, la communauté est ce qu'il y a de plus important pour l’individu et l’intérêt de la nation prime au-delà de tout autre  (personnel, familial, social, régional, international)[réf. souhaitée]. Comparé à l'idéologie de la génération des « vieux » nationaux-démocrates, le national-radicalisme était entièrement catholique. Un journaliste[Qui ?] a écrit que « la principale différence entre le nationalisme national-démocratique et le nationalisme du Mouvement de la jeunesse est que le premier était orienté vers le monde athée, tandis que le second était impliqué dans la science catholique ». Les principes du programme national-radical ont proclamé : « Dieu est l'objectif suprême de l'homme ». Tadeusz Gluziński a développé cela en écrivant : « Quiconque prétend que la Pologne doit être un pays catholique […] doit accepter de réglementer la vie publique avec les principes de l'éthique catholique et les conséquences juridiques de ces principes. » Le catholicisme a donc conduit à une redéfinition de la nation dans un esprit idéaliste : celle-ci devait être fondée sur « une relation spirituelle, une unité psychologique », « une conscience commune et commune de toutes les nationalités parmi tous les membres d'une nation donnée » résultant de l'unité historique du destin. Par cette approche, certains aspects tels que la langue, le territoire ou la race sont devenus secondaires — le national-radicalisme est donc resté essentiellement exempt de racisme biologique. Le catholicisme a également modifié l'attitude du national-radicalisme à l'égard des autres nations : la place de l'égoïsme national caractéristique des « anciens » était occupée par le « polynationalisme », qui cherchait à donner une place aux nations au sein de l'universalisme catholique. « La nécessité d'une seule Église se tenant au-dessus des nations » fut reconnue, ce qui impliqua le rejet de l'impérialisme compris comme une conquête militaire. Les minorités nationales slaves devaient faire partie intégrante de la communauté nationale polonaise en acceptant de cultiver sa langue et ses coutumes tandis que les Juifs devaient être privés des droits civils et qu'il fallait planifier leur expropriation et leur expulsion. Jan Korolec, journaliste membre de l'ONR-ABC, a ainsi écrit : « Il ne peut y avoir qu'une seule solution : l'expulsion complète des Juifs de Pologne. »[réf. nécessaire]

## Mouvements nationaux-radicaux
- Camp national-radical
- Renaissance nationale de la Pologne
- Falanga